# Ana Mendieta
Ana Mendieta (ur. 18 listopada 1948 w Hawanie, zm. 8 września 1985 w Nowym Jorku) – amerykańska artystka intermedialna pochodzenia kubańskiego.
W 1972 roku ukończyła malarstwo na University of Iowa, po czym dołączyła do programu intermediów macierzystej uczelni, pod kierunkiem Hansa Bredera. Zajmowała się głównie malarstwem, performance i instalacją oraz sztuką ziemi. Szczególnie charakterystyczne dla jej twórczości są motywy sylwetki ludzkiej, zarówno jako element przedstawiony, jak i w postaci jej własnego ciała w wystąpieniach przed publicznością. Tematem jej zdjęć, slajdów i filmów było jej ciało, Ziemia oraz inne materiały organiczne, takie jak krew, ogień, pióra i drewno.